# ژانگوی
ژانگوی (به لاتین: Zhongwei) یک شهر مرکزی در جمهوری خلق چین است که در نینگ‌شیا واقع شده‌است. ژانگوی ۱۶٬۹۸۶٫۱ کیلومترمربع مساحت و ۱٬۰۴۱٬۸۲۱ نفر جمعیت دارد.

## نگارخانه

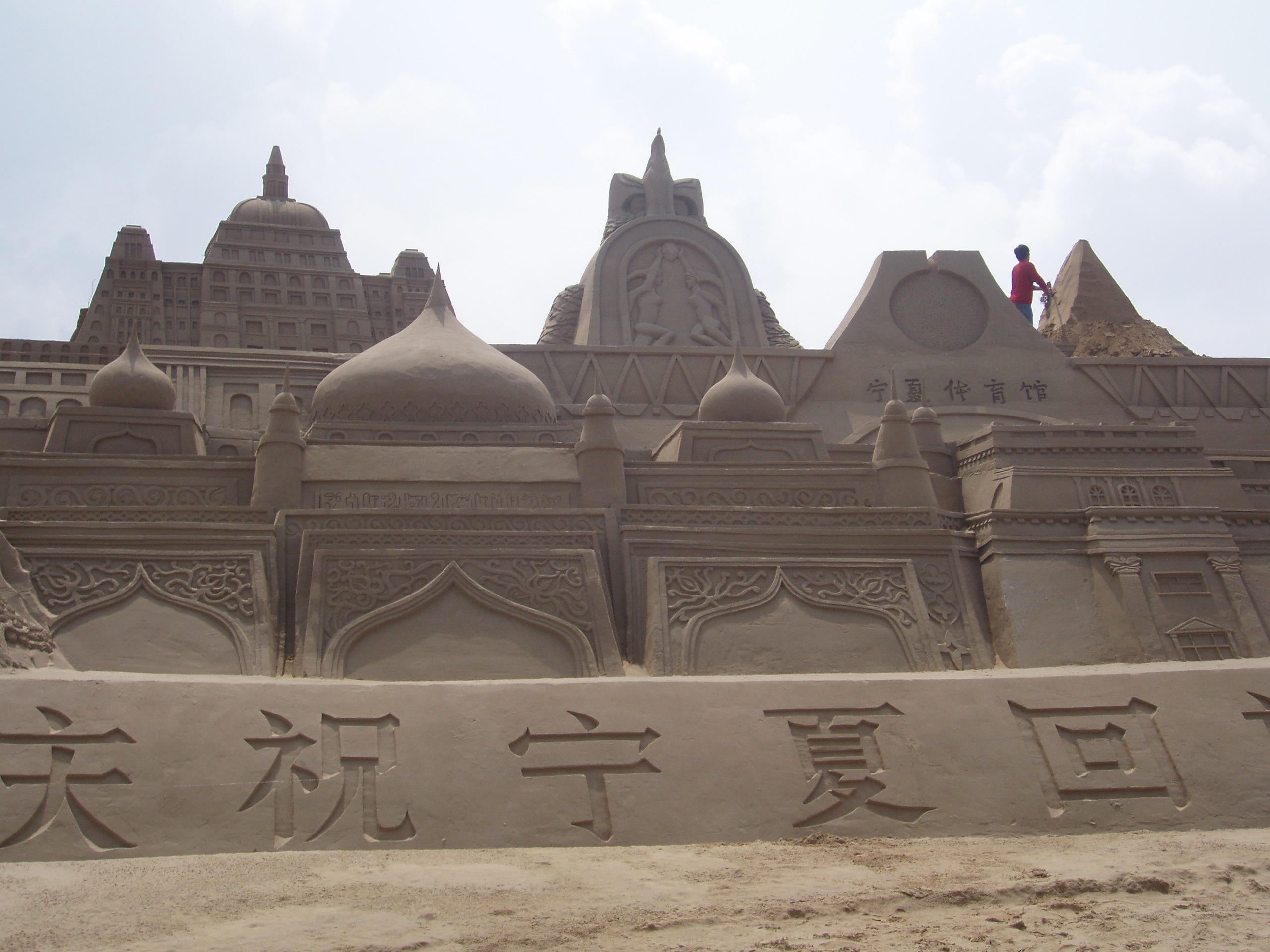
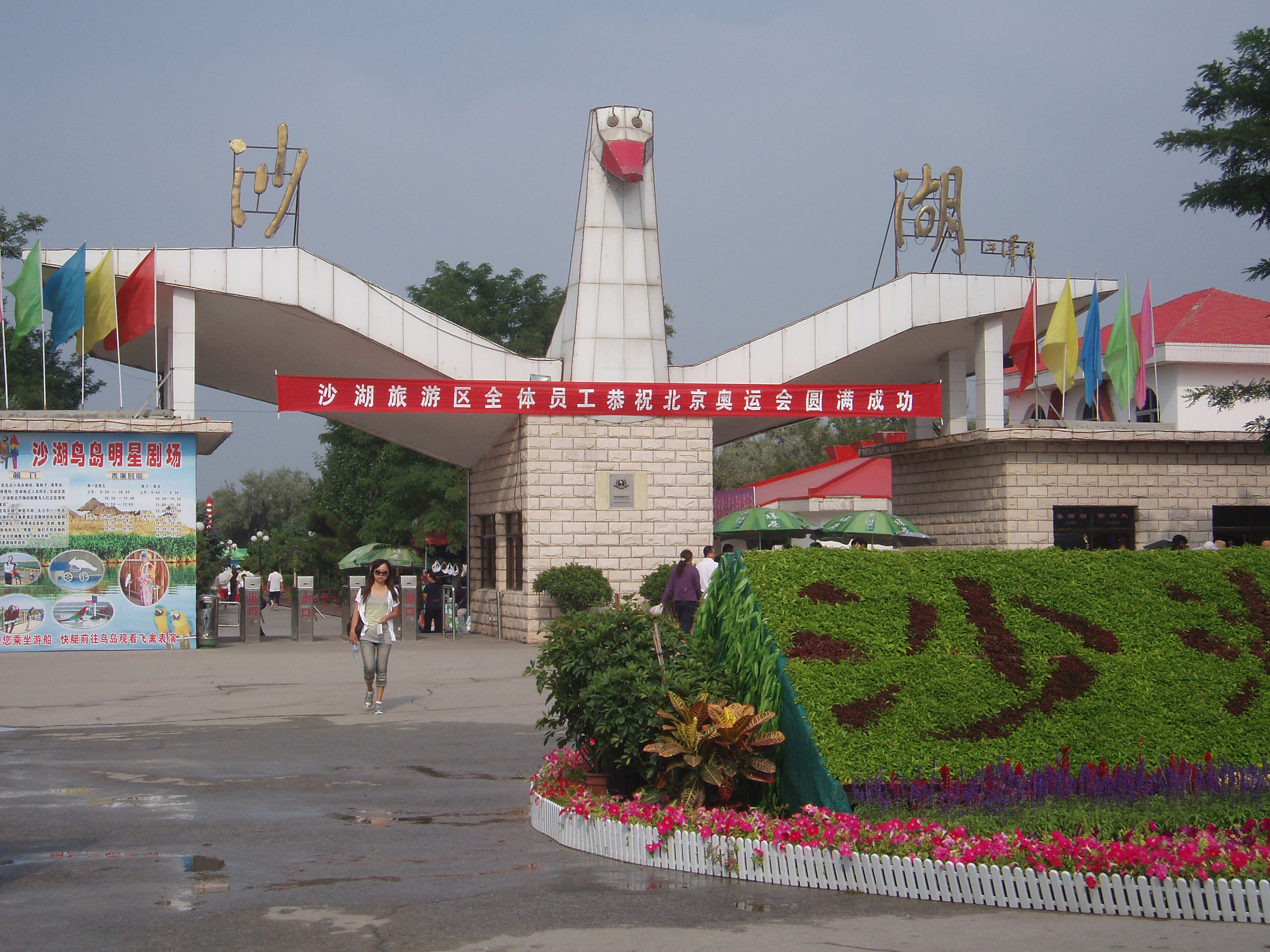
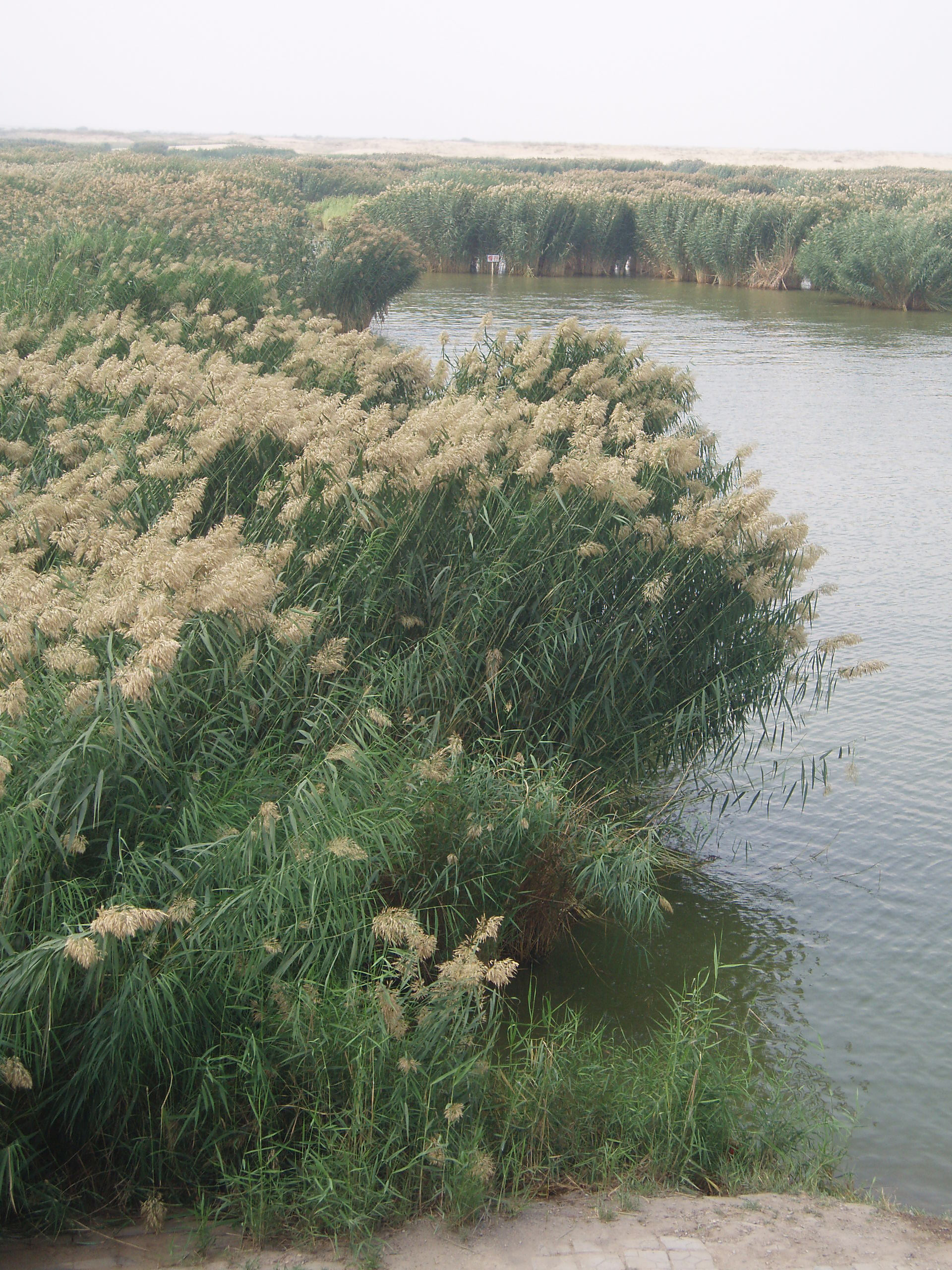